# بيل هارتمان
بيل هارتمان (بالإنجليزية: Bill Hartman)‏ هو لاعب كرة قدم أمريكية أمريكي، ولد في 17 مارس 1915 في توماستون في الولايات المتحدة، وتوفي في 16 مارس 2006 في أثينا في الولايات المتحدة.